# Grand Prix SAR La Princesse Lalla Meryem 2016
Grand Prix SAR La Princesse Lalla Meryem 2016 byl tenisový turnaj pořádaný jako součást ženského okruhu WTA Tour, který se hrál v městském tenisovém areálu Club des Cheminots na otevřených antukových dvorcích. Probíhal mezi 25. dubnem až 1. kvěnem 2016 po deseti letech opět v marockém Rabatu jako šestnáctý ročník turnaje. Jednalo se o jedinou událost sezóny konanou na africkém kontinentu.
Turnaj s rozpočtem 250 000 dolarů patřil do kategorie WTA International Tournaments. Jako poslední přímá účastnice měla do dvouhry nastoupit 82. turecká hráčka žebříčku Çağla Büyükakçay, která však po své první trofeji v předešlém týdnu odřekla účast. Nejvýše nasazenou ve dvouhře se stala šestnáctá hráčka světa Timea Bacsinszká ze Švýcarska, která naplnila žebříčkové předpoklady a získala svůj první antukový titul. Deblovou polovinu ovládl švýcarsko-srbský pár Xenia Knollová a Aleksandra Krunićová.

## Distribuce bodů a finančních odměn

### Distribuce bodů
| Soutěž  | vítězky | finalistky | semifinalistky | čtvrtfinalistky | 16 v kole | 32 v kole | Q  | Q3 | Q2 | Q1 |
| ------- | ------- | ---------- | -------------- | --------------- | --------- | --------- | -- | -- | -- | -- |
| dvouhra | 280     | 180        | 110            | 60              | 30        | 1         | 18 | 14 | 10 | 1  |
| čtyřhra | 280     | 180        | 110            | 60              | 1         | —         | —  | —  | —  | —  |

### Finanční odměny
| Soutěž                                | vítězky | finalistky | semifinalistky | čtvrtfinalistky | 16 v kole | 32 v kole | Q3     | Q2   | Q1   |
| ------------------------------------- | ------- | ---------- | -------------- | --------------- | --------- | --------- | ------ | ---- | ---- |
| dvouhra                               | $43 000 | $21 400    | $11 300        | $5 900          | $3 310    | $1 925    | $1 005 | $730 | $530 |
| čtyřhra                               | $12 300 | $6 400     | $3 435         | $1 820          | $960      | —         | —      | —    | —    |
| částky ve čtyřhře jsou uváděny na pár |         |            |                |                 |           |           |        |      |      |

## Ženská dvouhra

### Nasazení
| Stát                          | Hráčka                    | WTA | Nasazení |
| ----------------------------- | ------------------------- | --- | -------- |
| Švýcarsko                     | Timea Bacsinszká          | 16. | 1.       |
| Rusko                         | Jekatěrina Makarovová     | 29. | 2.       |
| Slovensko                     | Anna Karolína Schmiedlová | 34. | 3.       |
| Rumunsko                      | Irina-Camelia Beguová     | 35. | 4.       |
| Maďarsko                      | Tímea Babosová            | 40. | 5.       |
| Německo                       | Annika Becková            | 41. | 6.       |
| Ukrajina                      | Lesja Curenková           | 43. | 7.       |
| Kazachstán                    | Julia Putincevová         | 53. | 8.       |
| Žebříček WTA k 18. dubnu 2016 |                           |     |          |

### Jiné formy účasti
Následující hráčky obdržely divokou kartu do hlavní soutěže:
- Ghita Benhadiová
- Anna Blinkovová
- Ons Džabúrová

Následující hráčky postoupily z kvalifikace:
- Marina Erakovicová
- Kaia Kanepiová
- Aleksandra Krunićová
- Sílvia Solerová Espinosová

Následující hráčka obdržela zvláštní výjimku:
- Kateryna Kozlovová

Následující hráčka startovala pod žebříčkovou ochranou:
- Laura Robsonová

Následující hráčky postoupily z kvalifikace jako tzv. šťastné poražené:
- Richèl Hogenkampová
- Anastasia Rodionovová
- Sara Sorribesová Tormová

### Odhlášení
před zahájením turnaje
- Kateryna Bondarenková → nahradila ji Andreea Mituová
- Misaki Doiová → nahradila ji Alison Riskeová
- Irina Falconiová → nahradila ji Anastasija Sevastovová
- Nao Hibinová → nahradila ji Kiki Bertensová
- Bojana Jovanovská → nahradila ji Alexandra Dulgheruová
- Karin Knappová → nahradila ji Richèl Hogenkampová
- Johanna Kontaová → nahradila ji Tatjana Mariová
- Çağla Büyükakçay → nahradila ji Anastasia Rodionovová
- Laura Siegemundová → nahradila ji Sara Sorribesová Tormová
- Jelena Vesninová → nahradila ji Donna Vekićová

### Skrečování
- Lesja Curenková

## Ženská čtyřhra

### Nasazení
| Stát                                                                                     | Hráčka                | Stát      | Hráčka                | WTA  | Nasazení |
| ---------------------------------------------------------------------------------------- | --------------------- | --------- | --------------------- | ---- | -------- |
| Německo                                                                                  | Tatjana Mariová       | Rumunsko  | Ioana Raluca Olaruová | 110. | 1.       |
| Austrálie                                                                                | Anastasia Rodionovová | Austrálie | Arina Rodionovová     | 117. | 2.       |
| Německo                                                                                  | Annika Becková        | Švédsko   | Johanna Larssonová    | 162. | 3.       |
| Švýcarsko                                                                                | Xenia Knollová        | Srbsko    | Aleksandra Krunićová  | 210. | 4.       |
| Žebříček WTA k 18. dubnu 2016; číslo je součtem žebříčkového postavení obou členek páru. |                       |           |                       |      |          |

### Jiné formy účasti
Následující páry obdržely divokou kartu do hlavní soutěže:
- Ghita Benhadiová /  Ons Džabúrová
- Salma Charifová /  Abir El Fahimiová

## Přehled finále

### Ženská dvouhra
- Timea Bacsinszká vs.  Marina Erakovicová, 6–2, 6–1

### Ženská čtyřhra
- Xenia Knollová /  Aleksandra Krunićová vs.  Tatjana Mariová /  Ioana Raluca Olaruová, 6–3, 6–0